# Nswo
Le nswo (ou ntswo) est un culte principalement lié à la fécondité et aux ancêtres, mais foncièrement polyvalent, partagé par plusieurs cultures du Sud-Ouest de la République démocratique du Congo, chez les Yanzi, les Sakata, les Hungana, les Buma, les Mfunuka, les Tsong, les Mbala, les Teke, les Dikidiki ou bien encore les Yaka.

## Origine
Peu étudiée, l'histoire du culte nswo est encore mal connue. L'une des hypothèses avance que les statuettes seraient apparues au XIXe siècle à l'ouest du Congo, parmi différents groupes Teke. Leur usage se serait ensuite propagé vers l'est pour se répandre dans toute la province du Bandundu.

## Statuaire
Le culte nswo a produit de nombreuses statuettes de facture très simple, en bois ou en terre cuite. La petite taille des objets et leur exécution fruste expliqueraient leur manque de succès auprès des missionnaires belges, grands collecteurs de statues dans le Bas-Congo à l'ère coloniale.
 
Très populaires, ces figurines accompagnent les habitants du Bas-Congo dans leur vie quotidienne lorsqu'il s'agit de guérir les maladies, protéger les familles et les enfants, favoriser les récoltes et la chasse. Elles constituent ainsi un moyen de communication privilégié entre le monde des vivants et le monde invisible des esprits et des ancêtres.

Statuettes nswo
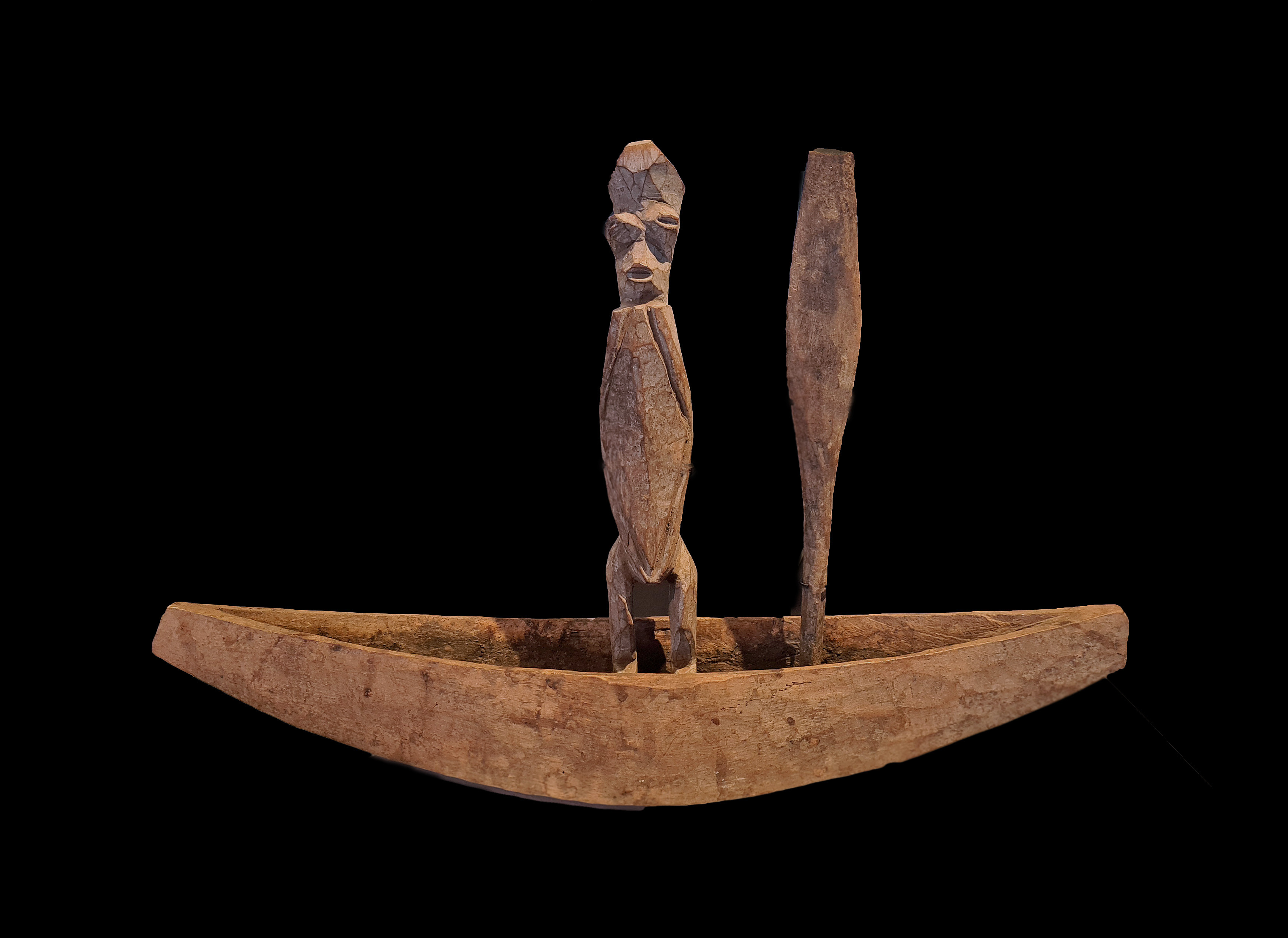
Sakata (bois).
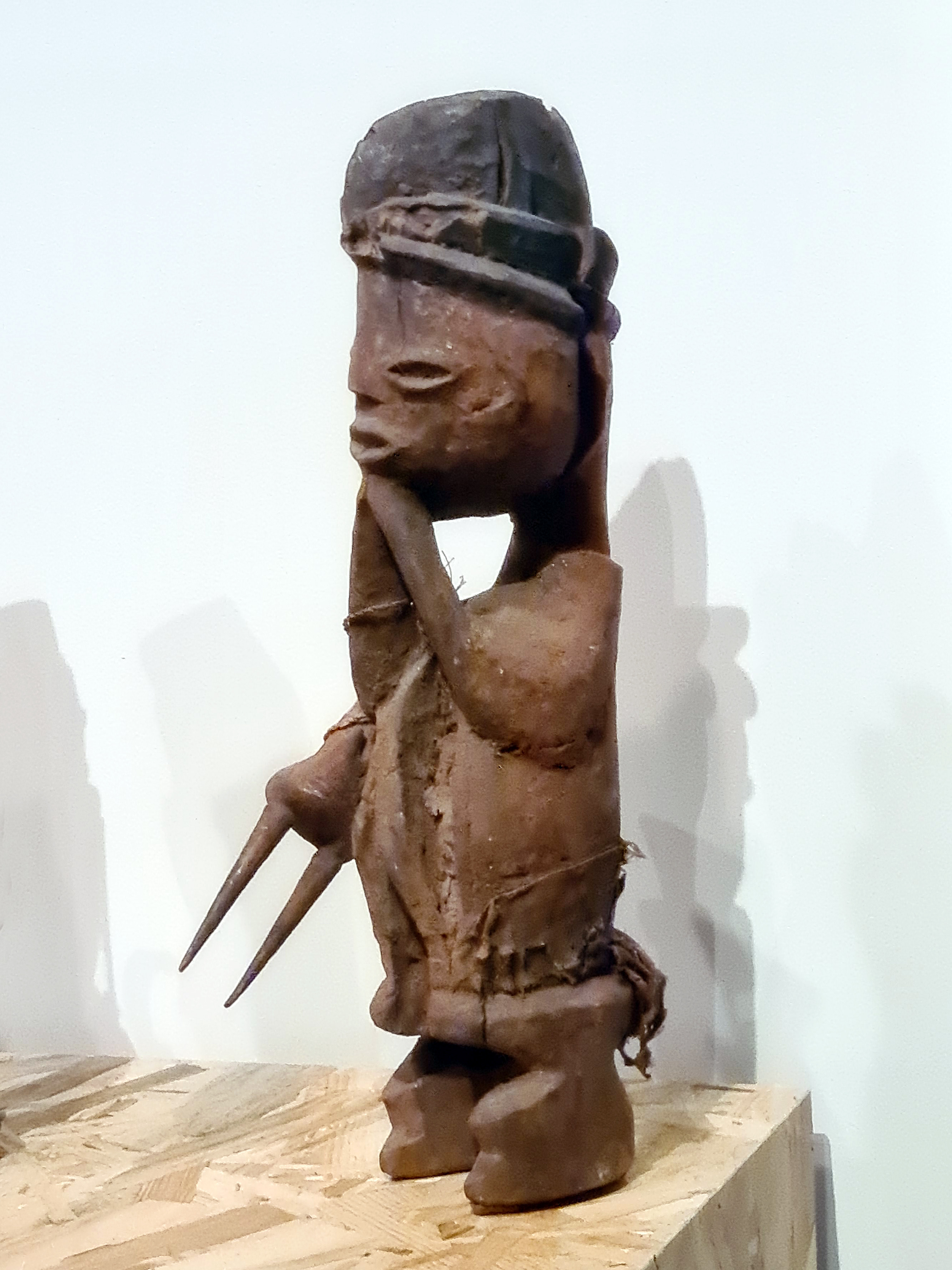
Sakata (bois).
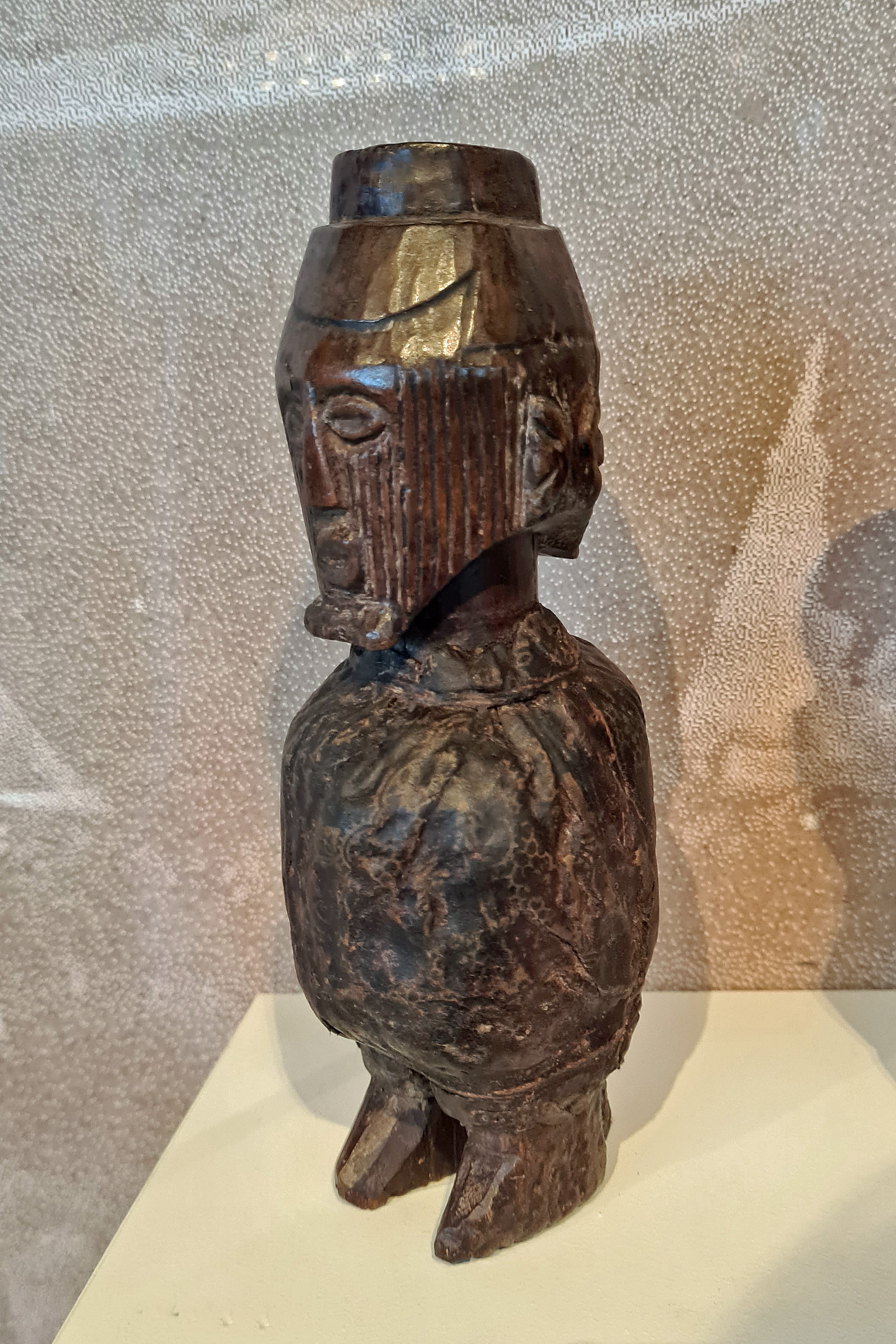
Mfunuka (bois).
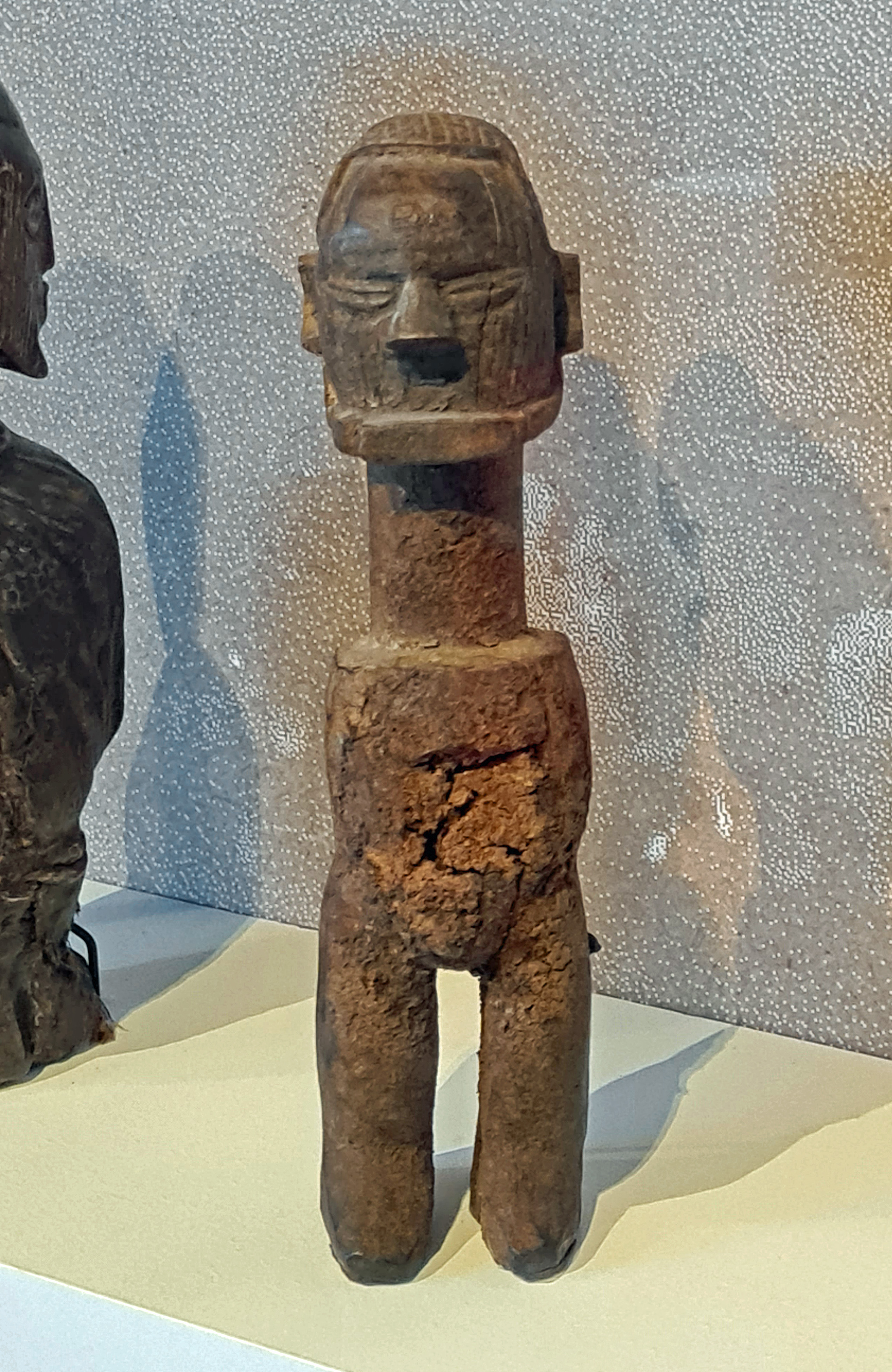
Dikidiki (bois).
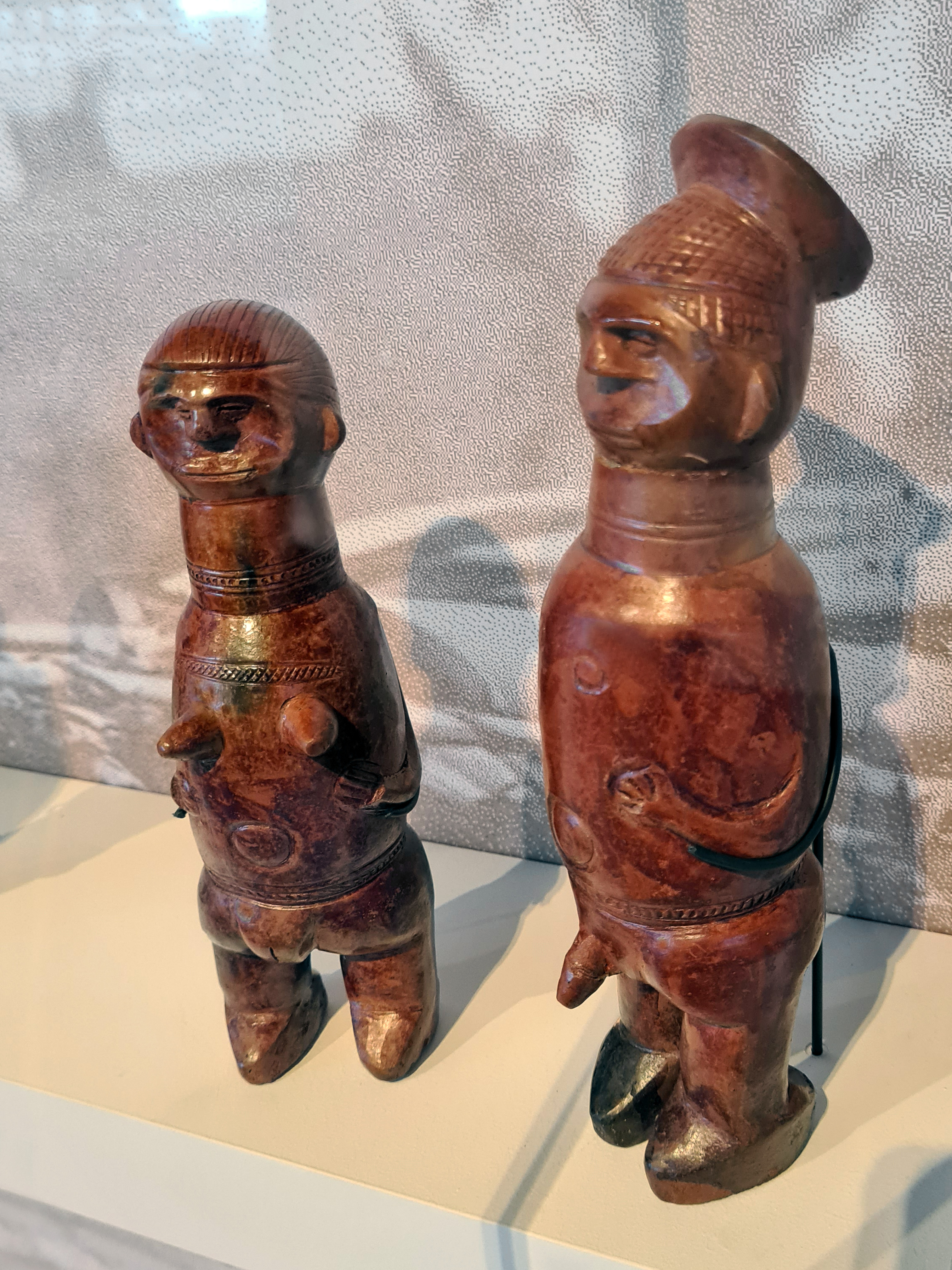
Hungana (terre cuite vernissée).